# العفار (العبر)

'

تعديل مصدري - تعديل

العفار هي إحدى قرى عزلة العبر بمديرية العبر التابعة لمحافظة حضرموت، بلغ تعداد سكانها 48 نسمة حسب تعداد اليمن لعام 2004.